# Галаши (Грузия)
Галаши (груз. გალაში) — село в Грузии, на территории Местийского муниципалитета края (мхаре) Самегрело-Верхняя Сванетия.

## География
Село находится в северо-западной части Грузии, на правом берегу реки Долра (правый приток Ингури), на расстоянии приблизительно 10 километров (по прямой) к западу от посёлка городского типа Местиа, административного центра муниципалитета.

## Население
По результатам официальной переписи населения 2014 года в Галаши проживало 38 человек (21 мужчина и 17 женщин). В национальной структуре населения грузины составляли 100 %.